# Jefferson CDP (Nueva York)
Jefferson es un lugar designado por el censo ubicado en el condado de Schoharie en el estado estadounidense de Nueva York. En el Censo de 2020 tenía una población de 121 habitantes y una densidad poblacional de 43,68 habitantes por km². Fue incluido como CDP en el censo de 2020.

## Geografía
Jefferson se encuentra ubicado en las coordenadas 42°28′52″N 74°36′35″O / 42.48111, -74.60972. Según la Oficina del Censo de los Estados Unidos,  tiene una superficie total de 2,77 km², de la cual 2,76 km² corresponden a tierra firme y 0,01 km² a agua.